# Juche

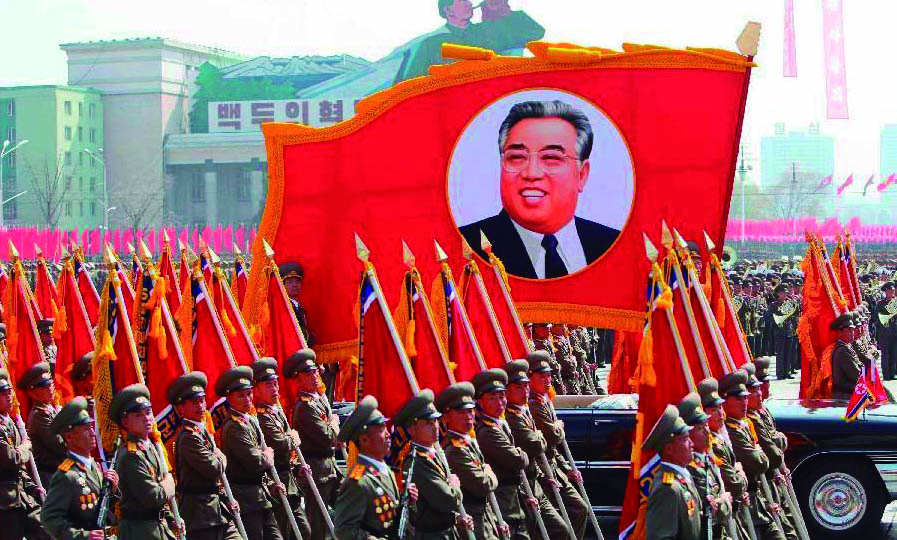
Juche

El juche o zuche (en chosŏn'gŭl, 주체; McCune-Reischauer, Chuch'e; pronunciado [tɕutɕʰe]; significado, ‘autoconfianza’), también conocido como Socialismo al estilo coreano o Pensamiento Kim Il-sung —nombre que se debe al líder comunista norcoreano Kim Il-Sung—, es la ideología comunista que define la soberanía y política de Corea del Norte, establecida en el artículo 3 de la Constitución norcoreana. La idea juche es un sistema filosófico e ideológico cuya formulación se atribuye al presidente eterno Kim Il-sung y cuyo desarrollo posterior se atribuye a Kim Jong-il.
Dicha doctrina se comprende como la adaptación concreta antirrevisionista del marxismo y su método materialista histórico a las condiciones materiales e idiosincrasia propiamente y exclusivamente coreanas, la cual oficialmente es parte del programa y puntos del Partido del Trabajo de Corea y del Frente Democrático Nacional Antiimperialista. También es identificada como una evolución general del marxismo-leninismo dedicada a la exploración del rol del hombre como maestro de su propio destino y de la naturaleza. Por lo tanto, sus bases fundamentales pueden ser aplicables a otros contextos aparte del coreano.
Oficialmente, la idea juche plantea que el «dueño de la revolución y la construcción son las masas populares y que estas tienen también la fuerza para impulsarlas». En este sentido, el juche concibe al ser humano como «dueño y transformador del mundo», ya que considera que los fenómenos sociales son mero reflejo de las condiciones materiales históricas —aunque se acepta que dichas condiciones pueden influir sobre los fenómenos sociales—. De esta manera, el juche afirma que hay que desarrollar una «conciencia ideológica» para transformar la sociedad. Así, se desarrolla una unicidad ideológica y de dirección al concebir al líder, el partido y las masas como un ente sociopolítico con un mismo fin.

## Orígenes
La idea juche fue formulada originalmente por Kim Il-sung, fundador de la República Popular Democrática de Corea. De esta manera, sus orígenes se remontan al contexto de participación del propio Kim Il-sung en la lucha contra la ocupación japonesa de Corea desde mediados de la década de 1920 y la reflexión sobre la ruta que debía tomar la revolución coreana.
No obstante, el término sería mencionado oficialmente por primera vez el 28 de diciembre de 1955 por Kim Il-sung en un discurso titulado Acerca del establecimiento de la autoconfianza y la erradicación del dogmatismo y formalismo en los proyectos ideológicos en el contexto de un congreso del Partido del Trabajo de Corea.
Por otro lado, la filosofía juche surgió como tal tras la muerte de Iósif Stalin, en el contexto de desestalinización de la Unión Soviética, período en el cual apareció un espíritu de autosuficiencia frente a la suspensión del apoyo soviético a Corea del Norte.

## Fundamentos

### El ser humano como dueño de su destino
Una frase atribuida al político Kim Il-sung define juche del siguiente modo:[cita requerida]

En pocas palabras, la idea Juche significa que los propietarios únicos de la revolución y la construcción posterior son las masas.
Kim Il-sung

La principal idea es que el hombre y la mujer son los responsables de sus destinos. Esta máxima en un sistema revolucionario traslada al conjunto de personas que componen las masas populares la autoría de la revolución y su desarrollo. De esa manera, cada coreano tiene su parte de responsabilidad en el destino de la colectividad.
Según sus defensores, el juche también ha dado una respuesta a una de las preguntas sin responder más importantes de toda la filosofía. Igualmente, afirman que el juche pone a la voluntad y a la razón del hombre (masas populares oprimidas en ambos) en la misma línea.
Asimismo, Kim Jong-il reconoce ciertos méritos del materialismo histórico —como contraponerse a «concepciones reaccionarias de la historia social»— y considera acertado que efectivamente los fenómenos sociales se ven influidos por las «leyes generales del desarrollo material». Sin embargo, él cree que los fenómenos sociales tienen sus propias leyes. Por ello, Kim sostiene que el juche concibe al ser humano como «dueño y transformador del mundo».

### «Socialismo a nuestro estilo»
El «socialismo a nuestro estilo» es un término introducido por Kim Jong-il el 27 de diciembre de 1990 en su discurso «El socialismo de nuestro país es el socialismo a nuestro estilo que encarna la idea juche», en el cual reflexiona, entre otros temas, sobre el colapso del bloque soviético y las particularidades del sistema desarrollado en su país.
Así, algunos marxistas-leninistas consideran al juche como una desviación del leninismo, pero los defensores de la idea juche aseveran que surge con el objetivo de adaptarse a la cultura coreana y las necesidades del propio gobierno continuando a la transición comunista a través de los valores populares nacionales. Además, aseguran que la idea juche tiene como base el marxismo-leninismo, es decir, está basado en un análisis crítico del capitalismo, y en el materialismo. De esta manera, si bien Kim Jong-il afirma que la idea juche se basa en el marxismo-leninismo y hay que reconocer sus méritos, asegura que la idea juche resuelve las «limitaciones» del marxismo-leninismo. Por otra parte, Kim Jong-il pensaba que el socialismo de tipo soviético no podía extrapolarse a las realidades de otros países, así que cada país debía adoptar su propia vía adaptada a su realidad específica.
La revista norcoreana Korean Review señala que juche significa «adoptar el papel de maestro de la revolución y reconstrucción de tu propio país. Esto significa un proceder independiente y creativo de cada uno con el fin de adaptar las soluciones a los problemas que puedan aparecer en el proceso de revolución y construcción». Así se explica la principal aplicación práctica de esta teoría. La idea juche pone como principal sujeto político a las masas populares oprimidas.
Por otro lado, Kim Jong-il menciona que el nacionalismo surgió como un concepto progresista en la lucha antifeudal donde las masas populares concordaron con la burguesía emergente bajo ideales comunes. Sin embargo, advierte que después del triunfo de la revolución burguesa gracias a la consolidación del capitalismo y al convertirse la burguesía en clase gobernante reaccionaria, el nacionalismo se convirtió en «instrumento ideológico para la realización de su dominio, este pasó a ser considerado como una doctrina burguesa, divorciada de los intereses nacionales». De igual manera, Kim Jong-il criticó al movimiento socialista por priorizar el internacionalismo descuidando el aspecto nacional. En este sentido, Kim Jong-il sentencia:

A decir verdad, un internacionalismo marginado de la nación y divorciado del nacionalismo no significa nada. Si uno es indiferente al destino de su país y pueblo, no puede ser fiel al internacionalismo. Los revolucionarios de cada país deben ser leales al internacionalismo mediante los empeños, ante todo, por el desarrollo y la prosperidad de su nación.
Kim Jong-il

### Revolución continua y revolución ideológica
Asimismo, según Kim Jong-il, el marxismo-leninismo no pudo resolver el «problema de la revolución continua» posterior a la implantación de un Estado socialista, ya que al adherirse llanamente al materialismo histórico el marxismo-leninismo identificaba principalmente «el progreso de la sociedad como la historia del relevo del modo de producción». En este sentido, el juche afirma que posterior a la implantación del Estado socialista se debe realizar una «revolución continua» hasta que se materialice el comunismo. Esta revolución continua comprende tres revoluciones en sí: la ideológica, la técnica y la cultural. De ellas, se destaca la revolución ideológica como la más importante, ya que «el hombre es el encargado del progreso social y su conciencia ideológica desempeña un papel decisivo en la lucha revolucionaria» para «edificar con éxito el socialismo y el comunismo». De esta manera, el juche considera que el líder, el partido y las masas forman un ente sociopolítico alineados bajo una «unidad ideológica y de dirección».

### Eljuchede Hwang Jang-yop

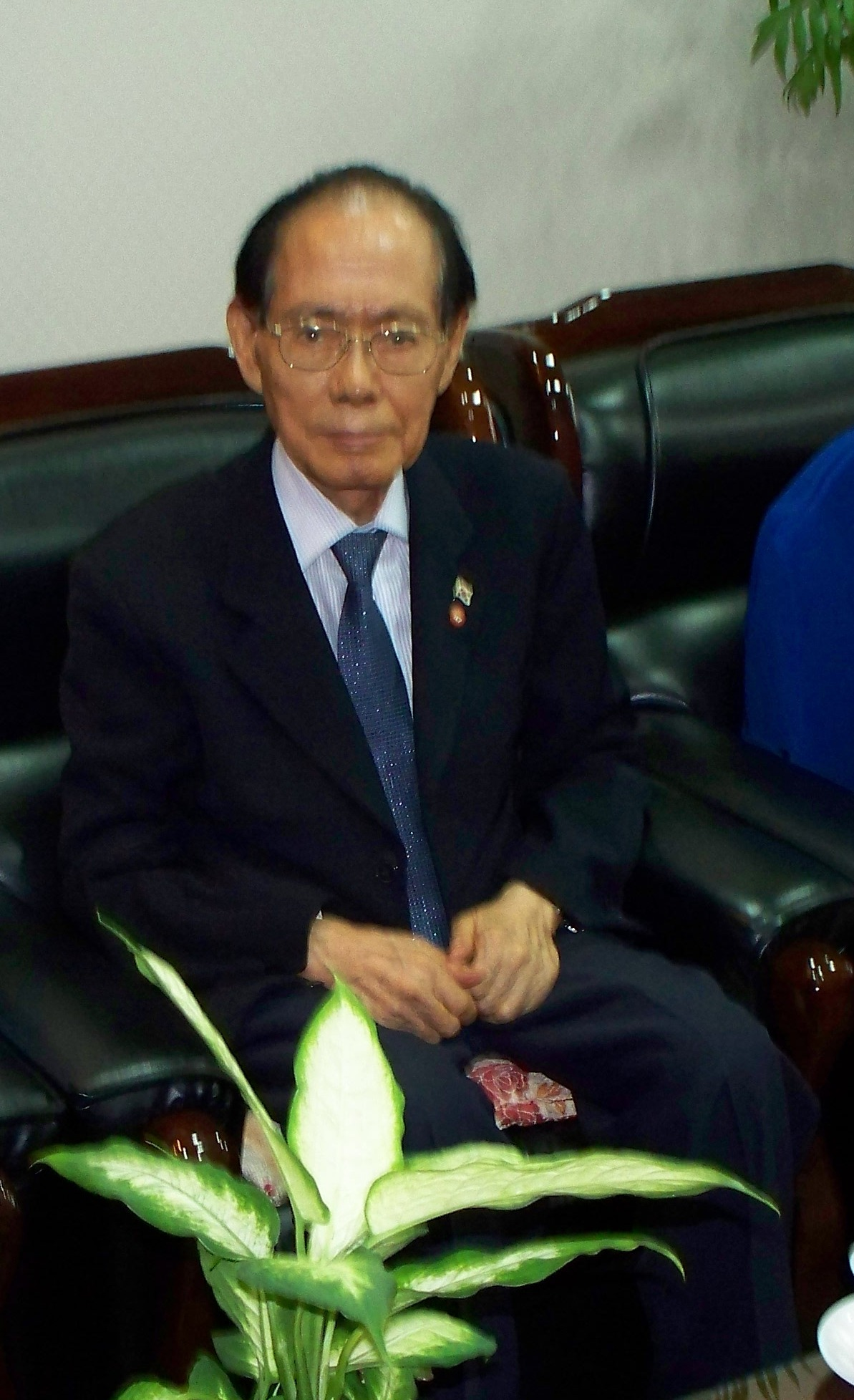
Hwang Jang-yop, un teórico de la idea juche y desertor norcoreano

Uno de los principales ideólogos de la filosofía juche fue Hwang Jang-yop, quien criticó a Kim Jong-il por «traicionar al juche y construir el feudalismo en lugar del socialismo». Hwang se posicionó en contra de la política belicista del régimen norcoreano y apoyó reformas de mercado en el marco de construcción del socialismo. Asimismo, en la concepción de Hwang, bajo el juche «las personas son el centro de la nación y la sociedad»; sin embargo, Hwang criticó la manera en que Kim Jong-il intentó aplicar esta filosofía en la cual «él mismo era el centro mismo de la nación y la sociedad», calificándolo como una persona «extremadamente egoísta».
Por otra parte, sobre su cuota de responsabilidad en la instauración del régimen norcoreano, Hwang manifestó lo siguiente:

Mucha gente me dice que yo fui el arquitecto del juche y que deberían criticarme porque el juche se usa incorrectamente en Corea del Norte. Quizás me merezca algunas críticas; sin embargo, no cambia el hecho de que siempre he sentido que el centro de la nación y la sociedad es el pueblo, y ése es el principio de la democracia.
Hwang Jang-yop

## Teóricos

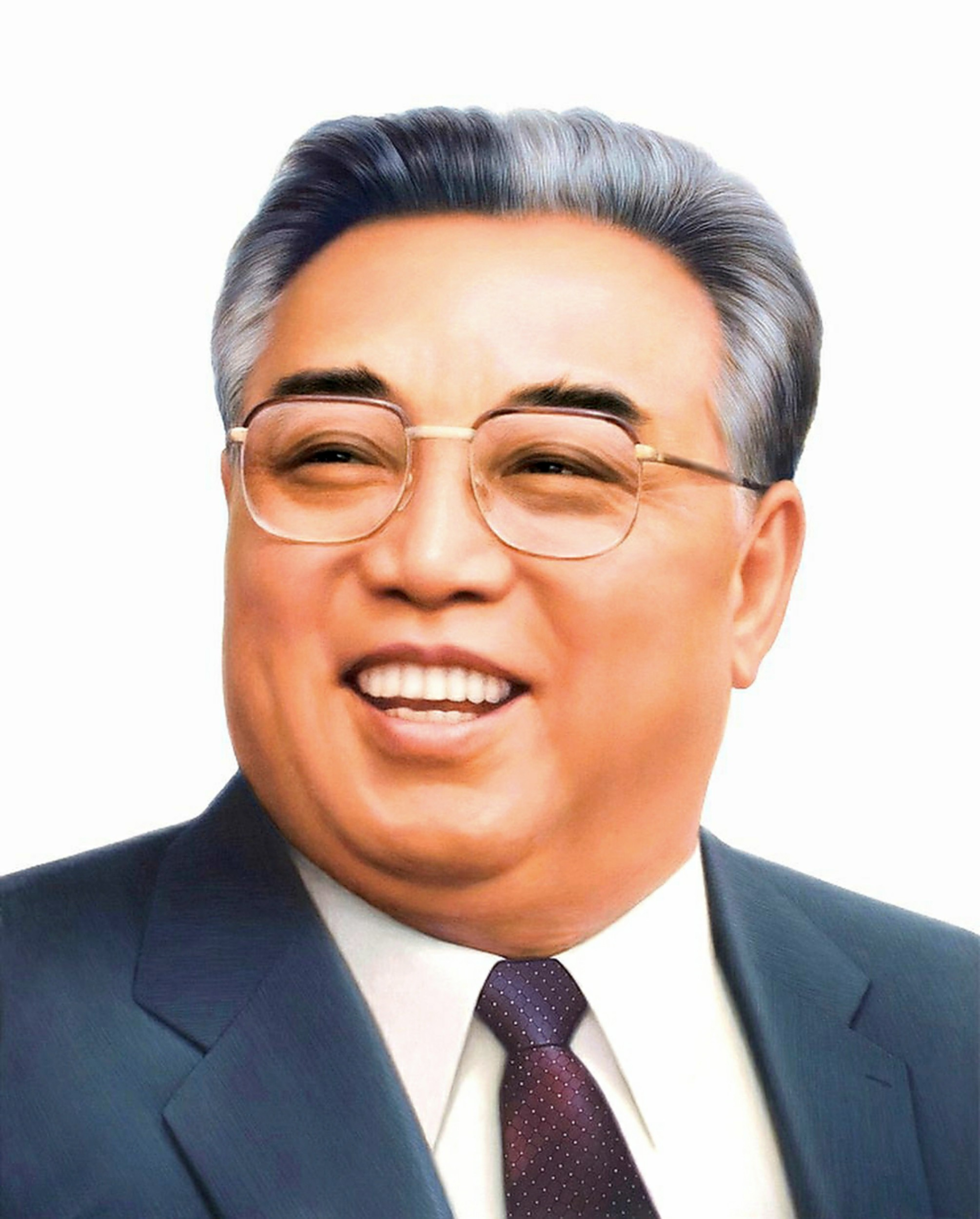
Kim Il-sung

Juche toma el nombre de una teoría filosófica tradicional. Se dice que el juche fue inspirado a Kim Il-sung por el monte Paektu, una cumbre mítica para los coreanos y todo un símbolo de la nación.
Kim Il-sung fue el ideólogo y promotor, con decenas de volúmenes publicados. Otros, como Hwang Jang-yop, se encargaron de dar un sentido práctico a sus obras. Este último sería posteriormente uno de los principales desertores norcoreanos quien además llegó a acusar a Kim Jong-il por «traicionar al juche y construir el feudalismo en lugar del socialismo».
Kim Il-sung y Kim Jong-il están considerados como los auténticos responsables del desarrollo de la doctrina juche, el primero creándola y el segundo actualizándola según los nuevos retos de la revolución.
Kim Il-sung expuso una doctrina autodefensiva, contrapuesta a la dependencia que adoptaba Corea del Sur respecto a Estados Unidos. Juche ensalza la bandera de la soberanía nacional popular socialista. De esta manera, Kim Jong-il siguió configurando una doctrina que da un sentido ideológico a la práctica política de la República Popular Democrática de Corea.

## Jucheen el exterior
Ha habido intentos por parte de la República Democrática Popular de Corea de difundir la filosofía juche. En la actualidad existen grupos de estudio de Juche en diversos países como Corea del Sur, Reino Unido, Brasil, Venezuela, Argentina, Japón, Perú, México, España y Australia.[cita requerida] Al mismo tiempo, la asociación cultural de la KFA también se interesa por estudiar la idea Juche y de mostrarla a cualquier persona que muestre interés. Dicha asociación (fundada en el año 2000) cuenta con unos 17.000 miembros repartidos por más de 120 países en el mundo. En España reside Alejandro Cao de Benós, representante occidental de Corea del Norte en las relaciones con Occidente.

## Calendariojuche
El Gobierno y las organizaciones de Corea del Norte emplean una variante del calendario gregoriano, el calendario norcoreano o juche el que el primer año coincide con el nacimiento de Kim Il-sung (1912). Este calendario fue establecido 8 de julio de 1997, día en que se conmemoraba el tercer aniversario de la muerte de Kim Il-sung.
La numeración de los años sigue el sistema chino minguo, empleado en la República de China. No hay cambios en los meses respecto al calendario gregoriano, ni existe un año cero. En los textos coreanos es habitual que el año juche sea puesto en frente del correspondiente año del calendario gregoriano.